# Massacre de Acteal

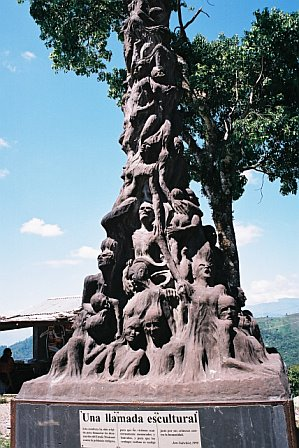
No lugar onde ocorreu o Massacre de Acteal hoje está a Coluna da Infâmia.

O massacre de Acteal, ocorrido em 22 de Dezembro de 1997, consistiu na chacina de 45 indígenas tzotziles que se encontravam rezando numa igreja na localidade de Acteal, no estado mexicano de Chiapas. A opinião dominante é que este massacre terá sido executado por forças paramilitares eventualmente opostas ao Exército de Libertação Nacional Zapatista (EZLN) mas nunca realmente identificadas. Entre as vítimas contavam-se dezasseis crianças e adolescentes bem como vinte mulheres (algumas delas supostamente grávidas) e nove homens adultos. 
Segundo os relatos de testemunhas as vítimas, pertencentes a um grupo comunitário denominado Las abejas (as abelhas) simpatizante do EZLN, terão sido mortas por cerca de 90 paramilitares, supostamente membros dum grupo denominado Máscara Roja (máscara vermelha), durante uma operação que se terá prolongado por cerca de 7 horas, a curta distância de um posto militar. Os militares ali estacionados não intervieram de forma a evitar o massacre, existindo relatos de que na manhã seguinte alguns deles se encontravam na igreja, lavando o sangue das paredes.
Na sequência do massacre cerca de 100 pessoas, na sua maioria indígenas, acabariam por ser detidas numa prisão de Tuxtla Gutiérrez, a capital de Chiapas.
O então bispo de San Cristóbal de las Casas, Samuel Ruiz, afirmou ser necessário que a Procuradoria Geral da República investigasse sobre quem seriam os instigadores deste massacre.
Entre os presumíveis participantes encontravam-se oito ex-oficiais das forças de segurança pública, condenados a penas de pouco mais de três anos de prisão e libertados logo de seguida. 
Segundo dados não oficiais, crê-se que nessa altura em Chiapas operavam vários grupos paramilitares que combatiam o EZLN. Há quem sugira que estariam ligados ao Partido Revolucionário Institucional (PRI), então no poder havia 68 anos.